# Ditchling
Ditchling är en ort och civil parish i Storbritannien.   Den ligger i grevskapet East Sussex och riksdelen England, i den södra delen av landet, 70 km söder om huvudstaden London. Ditchling ligger 63 meter över havet och antalet invånare är 2 027.
Terrängen runt Ditchling är huvudsakligen platt, men åt sydost är den kuperad. Terrängen runt Ditchling sluttar norrut.Runt Ditchling är det mycket tätbefolkat, med 1 135 invånare per kvadratkilometer. Närmaste större samhälle är Brighton, 10,4 km söder om Ditchling. Trakten runt Ditchling består till största delen av jordbruksmark.